# 那智女子高等学校
那智女子高等学校（なちじょしこうとうがっこう）は、和歌山県東牟婁郡那智勝浦町に所在した私立の定時制高等学校。
南紀勝浦温泉のホテル浦島（1966年創業）の創設者であった浦木清十郎（紀州製紙社長）が、社業発展に伴う人的資源の確保を目的として設立した。

## 解説
前身は、ホテル浦島に設立された、ホテルで働くメイド（女中）の学校である浦島女子専修学院である。浦島女子専修学院は全寮制で、茶道、華道、洋裁、手芸、英語、音楽、料理等を学ぶ短大クラスの学校であった。授業料はなく制服も食費も無料で、中卒学生には本科生として毎月9,000円、高卒学生には専攻科生として毎月13,000円が会社から1年間支給されていた。ただし卒業後の2年間はホテル浦島で働くことが義務づけられていた。
さらに浦木は、地理的あるいは経済的な事情のため進学困難な女性向けに、ホテルのアルバイトをしながら学校で学ぶ定時制高等学校のシステムを構想し、那智女子高等学校を設立した。通常の定時制学校は夜学であるが本校は昼間定時制で、午前中に5時間学び、その後ホテルで5時間働くこととなっていた。授業料はなく、7階建ての生徒寮を完備し、アルバイト収入のみで生活できるように配慮されていた。

## 設置学科
- 定時制課程
  - 普通科 （昼間）

## 沿革
- 1964年4月 - 本校の前身となる浦島女子専修学院がホテル浦島に設立[2]。
- 1970年2月26日 - 和歌山県知事より学校法人浦木学園並びに那智女子高等学校設立の認可を得て、同年4月1日より本校が開校[1]。
- 1979年3月 - 石油ショック等による世情の変化により廃校[2]。